# Раде (Хоэнвештедт)
Раде (нем. Rade) — община в Германии, в земле Шлезвиг-Гольштейн.
Входит в состав района Рендсбург-Экернфёрде. Подчиняется управлению Хоэнвештедт-Ланд. Население составляет 89 человек (на 31 декабря 2010 года). Занимает площадь 3,2 км².